# Col du Pré de Raves
Der Col de Pré de Raves ist ein Bergpass auf der Höhe von 1009 m in den französischen Vogesen.

## Geografie
Der am Rande des Staatswaldes von La Croix-aux-Mines gelegene Pass ist über die Departementsstraße 148 erreichbar, die den Col des Bagenelles nach dem Col du Calvaire mit dem Département Vosges verbindet, oder über die Route Jean-François Pelet, die vom Col de Mandray aus zur Forststraße Pré des Raves führt.

## Geschichte
Im 19. Jahrhundert wurde Pré de Raves landwirtschaftlich genutzt. Die Landschaft bestand aus einem Bauernhaus, das von einer 200 m breiten und 2 km langen Weide umgeben war.
Er war zu Beginn des Ersten Weltkriegs Schauplatz heftiger Kämpfe.